# René Delame
René Delame, né à Valenciennes le 11 juillet 1861 et mort à Paris le 27 juin 1943, est un peintre et industriel français.

## Biographie
Élève de Henry-Eugène Delacroix,, il expose dans des salons dès le début du siècle tout en fabriquant et vendant des toiles (batistes).
Conseiller municipal à Valenciennes de 1899 à 1919, il déménage sur Paris et se fait connaître en 1924 lors d'une exposition particulière aux Galeries Simonson où il présente les toiles Vieille Maison, Valenciennes et Fortifications, Condé-sur-Escaut puis prend part en 1928 au Salon des indépendants avec deux paysages représentant Les Andelys.
Parallèlement à ses activités de peintures, il devient conseiller du commerce extérieur en 1923 puis président de la chambre syndicale de la batiste et de la toile.
René Delame meurt le 27 juin 1943 en son domicile situé dans le 16e arrondissement de Paris, et, est inhumé au cimetière de Passy (10e division).

## Distinctions
- Médaille de la Croix-Rouge française[6]
- Croix de guerre 1914–1918[6]
- Médaille de la Reconnaissance française[6]
- Chevalier de la Légion d'honneur (1930)[6]

## Publications
- Condé-sur-Escaut, Valenciennes : Pierre Giard, 1927
- La Batiste et le linon : appellations, La Réforme économique, 1932
- Valenciennes : Occupation allemande 1914-1918 : Faits de guerre et souvenirs, Valenciennes : Impr. Hollande, 1933